# Bernard Snoy
Bernard Baudouin Idesbalde Fernand Marie Ghislain Snoy, officieel Snoy et d'Oppuers, (Ophain-Bois-Seigneur-Isaac, 11 maart 1945) is een Belgisch bestuurder en voormalig bankier.

## Levensloop
Baron Bernard Snoy is een telg uit het geslacht Snoy. Hij is een zoon van graaf en minister Jean-Charles Snoy et d'Oppuers (1907-1991) en gravin Nathalie d'Alcantara (1914-2007). Hij trouwde in 1971 met Christine de Weck (1947) en ze hebben drie kinderen.
Hij promoveerde tot doctor in de rechten (1967) en baccalaureus in de thomistische wijsbegeerte (1964) aan de Université catholique de Louvain. Tijdens zijn studies was hij lid van het Olivaint Genootschap van België. Hij behaalde het masterdiploma economie en een PhD in economics (1974) aan Harvard-universiteit in de Verenigde Staten.
Snoy is gastdocent aan de Institut d'études européennes van de UCL en de Facultés universitaires Saint-Louis.
Hij doorliep een hoofdzakelijk internationale carrière in overheidsdienst:
- 1974-1979 - Wereldbank, Washington, stafmedewerker voor de regio West-Afrika, vervolgens voor de regio Europa, Midden-Oosten en Noord-Afrika)
- 1979-1980 - Kredietbank, assistant manager
- 1980-1986 - Wereldbank, Parijs, diensthoofd Financiële Relaties in het Europees Bureau van de Wereldbank
- 1986-1988 - Europese Unie, algemene directie Economische en Financiële Zaken, economisch adviseur bij de Europese Commissie
- 1988-1991 - Belgisch Ministerie van Financiën, kabinetschef van Philippe Maystadt (PSC). Hij vertegenwoordigde de minister tijdens de besprekingen die hebben geleid tot het Verdrag van Maastricht en leidde de Belgische delegatie op de stichtingsbijeenkomst van de Europese Bank voor Wederopbouw en Ontwikkeling
- 1991-1994 - Wereldbank, bestuurder, als vertegenwoordiger van Oostenrijk, Wit-Rusland, België, Hongarije, Kazachstan, Luxemburg, Slowakije, Tsjechië en Turkije
- 1994-2002 - Europese Bank voor Wederopbouw en Ontwikkeling, bestuurder, als vertegenwoordiger van België, Slovenië en Luxemburg
- 2002-2005 - Europese Unie, directeur van de Werkgroep II voor de wederopbouw, ontwikkeling en economische samenwerking binnen het Stabiliteitspact voor Zuidoost-Europa
- 2005-2008 - Organisatie voor Veiligheid en Samenwerking in Europa, coördinator voor de economische en ecologische activiteiten

Hij is of was:
- bestuurder van vastgoedbevak Cofinimmo (tot 2005), cultuurfestival Europalia (tot 2023), het Fonds Scientifique Jean Bastin, de Société Royale d’Economie Politique de Belgique en het Comité International de Waterloo
- voorzitter van de Vereniging van de adel van het koninkrijk België (2010-2016)
- voorzitter van de Fondation Internationale Robert Triffin
- internationaal voorzitter van de Europese Liga voor Economische Samenwerking
- voorzitter van de familievereniging Snoy
- animator van de culturele activiteiten op het kasteel Bois-Seigneur-Isaac, dat hij bewoont